# 2014年のJリーグ
この項目では、2014年シーズンの日本プロサッカーリーグ（Jリーグ）について述べる。

## 概要
発足から22年目に当たり、新たにJ3リーグが発足し3部体制となった。

## できごと
1月21日
J1・J2の開幕カードが発表される。J1のうち川崎フロンターレ-ヴィッセル神戸（等々力陸上競技場）と横浜F・マリノス-大宮アルディージャ（日産スタジアム）の2試合はAFCチャンピオンズリーグ2014の関係で他チームより1日遅れの3月2日開幕となる。
また、この日行われた理事会で、セレッソ大阪のホームタウンを「大阪市、堺市」へ変更（堺市を追加）することを承認（発表は2月9日）。
1月29日
J3のタイトルパートナー（冠スポンサー）に明治安田生命保険が就き、「明治安田生命 J3リーグ」として開催されることが発表される。
また、J3の開幕カードも同時発表され、J3に参加するJ1・J2各クラブ22歳以下の選手による選抜チームの正式名称が「Jリーグ・アンダー22選抜」となったことも明らかになった。
1月31日
この日行われた臨時理事会で、第4代Jリーグチェアマンの大東和美が同日付で退任し、後任に元リクルートエージェント社長・リクルート本社執行役員の村井満が就任。Jリーグクラブの幹部以外がチェアマンに就任するのは初代の川淵三郎以来。また、一部の理事も交代したほか、元選手の宮本恒靖と法政大学教授（元NHKアナウンサー）の山本浩が新たに設けられた非常勤の「特任理事」に就任した。
2月21日
J1開幕節（3月1日）のヴァンフォーレ甲府-鹿島アントラーズ戦について、当初会場として予定していた山梨中銀スタジアムの除雪が困難との判断から、同会場での開催を取り止め、国立競技場での代替開催とすることを決定。開幕節が中止（当初発表時からの会場変更）となるのは初めて。
3月10日
国際サッカー連盟 (FIFA) の関連会社・EWS社 から、日本サッカー協会 (JFA) を通じて、「海外のサッカーくじに於いて、3月8日に開催されたJ1第2節・サンフレッチェ広島-川崎フロンターレ戦を対象とした賭け方に『小さな異常値』が見られた」との警報を受信。調査の結果、当該試合に関し不正行為及びその働きかけがなされた形跡は一切認められなかったことを3月18日に公表。Jリーグがリーグ戦に関して、いわゆる「八百長」に関する警報を受信したのはこれが初めて。
3月13日
3月8日に開催されたJ1第2節・浦和レッズ-サガン鳥栖戦（埼玉スタジアム2002）に於いて、浦和サポーターにより「JAPANESE ONLY」と書かれた人種差別を想起させる内容の横断幕が入場ゲート上コンコースに向けて掲出され、試合終了後まで撤去されなかった問題を受け、Jリーグが浦和レッズに対して譴責と3月23日の第4節・対清水エスパルス戦（埼玉スタジアム2002）を無観客試合とする制裁処分を発表。Jリーグでの無観客試合措置は初めて（浦和レッドダイヤモンズ#2014年・浦和レッズ差別横断幕事件参照）。
4月22日
この日行われた理事会で、京都サンガF.C.のホームタウンを「京都市、宇治市、城陽市、向日市、長岡京市、京田辺市、木津川市、亀岡市」へ変更（亀岡市を追加）することを承認（発表は4月23日）。
5月20日
この日行われた理事会で、栃木ウーヴァFC（JFL）をJリーグ百年構想クラブとして承認。
8月9日
この日開催予定だったJ1第19節・サンフレッチェ広島-サガン鳥栖戦（エディオンスタジアム広島）が、台風11号の影響により中止となり、8月11日に同会場で代替開催。
9月23日
この日開催されたJ1第25節をもって、J1リーグ戦（1998年までの1ディビジョン時代を含む）の累計入場者数が1億人を突破。6,045試合目での達成。
また、この日開催されたJ2第33節で、湘南ベルマーレがJ1自動昇格の条件となる2位以内を確定。9節を残しての自動昇格圏確定は2004年の川崎フロンターレ（8節を残して2位以内確定）を上回る史上最速。
9月30日
2015シーズンのクラブライセンスの審査結果を公表（詳細後述）。
12月6日
この日開催されたJ1最終節で、ガンバ大阪の優勝が決定。
また、この日開催予定だったアルビレックス新潟-柏レイソル戦（デンカビッグスワンスタジアム）が、大雪の影響により中止を決定。「翌日以降の降雪予報も続いているため（新潟での）近日中の開催は厳しい」一方で「なるべく早い日程で代替開催を実施したいという新潟および柏の意向」 を踏まえて代替会場の選定を行い、12月8日（本来開催日の翌々日）にカシマスタジアムで開催。J1のリーグ最終節が中止・延期になるのは史上初めて。

## J1
| 順 | チーム                 | 試 | 勝 | 分 | 敗 | 得 | 失 | 差  | 点 | 出場権または降格            |
| -- | ---------------------- | -- | -- | -- | -- | -- | -- | --- | -- | --------------------------- |
| 1  | ガンバ大阪 (C, Q)      | 34 | 19 | 6  | 9  | 59 | 31 | +28 | 63 | ACL2015グループステージ出場 |
| 2  | 浦和レッズ (Q)         | 34 | 18 | 8  | 8  | 52 | 32 | +20 | 62 | ACL2015グループステージ出場 |
| 3  | 鹿島アントラーズ (Q)   | 34 | 18 | 6  | 10 | 64 | 39 | +25 | 60 | ACL2015グループステージ出場 |
| 4  | 柏レイソル (Q)         | 34 | 17 | 9  | 8  | 48 | 40 | +8  | 60 | ACL2015プレーオフ出場       |
| 5  | サガン鳥栖             | 34 | 19 | 3  | 12 | 41 | 33 | +8  | 60 |                             |
| 6  | 川崎フロンターレ       | 34 | 16 | 7  | 11 | 56 | 43 | +13 | 55 |                             |
| 7  | 横浜F・マリノス        | 34 | 14 | 9  | 11 | 37 | 29 | +8  | 51 |                             |
| 8  | サンフレッチェ広島     | 34 | 13 | 11 | 10 | 44 | 37 | +7  | 50 |                             |
| 9  | FC東京                 | 34 | 12 | 12 | 10 | 47 | 33 | +14 | 48 |                             |
| 10 | 名古屋グランパス       | 34 | 13 | 9  | 12 | 47 | 48 | −1  | 48 |                             |
| 11 | ヴィッセル神戸         | 34 | 11 | 12 | 11 | 49 | 50 | −1  | 45 |                             |
| 12 | アルビレックス新潟     | 34 | 12 | 8  | 14 | 30 | 36 | −6  | 44 |                             |
| 13 | ヴァンフォーレ甲府     | 34 | 9  | 14 | 11 | 27 | 31 | −4  | 41 |                             |
| 14 | ベガルタ仙台           | 34 | 9  | 11 | 14 | 35 | 50 | −15 | 38 |                             |
| 15 | 清水エスパルス         | 34 | 10 | 6  | 18 | 42 | 60 | −18 | 36 |                             |
| 16 | 大宮アルディージャ (R) | 34 | 9  | 8  | 17 | 44 | 60 | −16 | 35 | J2リーグ 2015へ降格         |
| 17 | セレッソ大阪 (R)       | 34 | 7  | 10 | 17 | 36 | 48 | −12 | 31 | J2リーグ 2015へ降格         |
| 18 | 徳島ヴォルティス (R)   | 34 | 3  | 5  | 26 | 16 | 74 | −58 | 14 | J2リーグ 2015へ降格         |

## J2
| 順 | チーム                   | 試 | 勝 | 分 | 敗 | 得 | 失 | 差  | 点  | 出場権または降格         |
| -- | ------------------------ | -- | -- | -- | -- | -- | -- | --- | --- | ------------------------ |
| 1  | 湘南ベルマーレ (C) (P)   | 42 | 31 | 8  | 3  | 86 | 25 | +61 | 101 | J1リーグ 2015へ昇格 1    |
| 2  | 松本山雅FC (P)           | 42 | 24 | 11 | 7  | 65 | 35 | +30 | 83  | J1リーグ 2015へ昇格 1    |
| 3  | ジェフユナイテッド千葉   | 42 | 18 | 14 | 10 | 55 | 44 | +11 | 68  | J1昇格プレーオフに出場 1 |
| 4  | ジュビロ磐田             | 42 | 18 | 13 | 11 | 67 | 55 | +12 | 67  | J1昇格プレーオフに出場 1 |
| 5  | ギラヴァンツ北九州       | 42 | 18 | 11 | 13 | 50 | 50 | 0   | 65  | J2残留                   |
| 6  | モンテディオ山形 (O) (P) | 42 | 18 | 10 | 14 | 57 | 44 | +13 | 64  | J1昇格プレーオフに出場 1 |
| 7  | 大分トリニータ           | 42 | 17 | 12 | 13 | 52 | 55 | −3  | 63  | J2残留                   |
| 8  | ファジアーノ岡山         | 42 | 15 | 16 | 11 | 52 | 48 | +4  | 61  | J2残留                   |
| 9  | 京都サンガF.C.           | 42 | 14 | 18 | 10 | 57 | 52 | +5  | 60  | J2残留                   |
| 10 | コンサドーレ札幌         | 42 | 15 | 14 | 13 | 48 | 44 | +4  | 59  | J2残留                   |
| 11 | 横浜FC                   | 42 | 14 | 13 | 15 | 49 | 47 | +2  | 55  | J2残留                   |
| 12 | 栃木SC                   | 42 | 15 | 10 | 17 | 52 | 58 | −6  | 55  | J2残留                   |
| 13 | ロアッソ熊本             | 42 | 13 | 15 | 14 | 45 | 53 | −8  | 54  | J2残留                   |
| 14 | V・ファーレン長崎        | 42 | 12 | 16 | 14 | 45 | 42 | +3  | 52  | J2残留                   |
| 15 | 水戸ホーリーホック       | 42 | 12 | 14 | 16 | 46 | 46 | 0   | 50  | J2残留                   |
| 16 | アビスパ福岡             | 42 | 13 | 11 | 18 | 52 | 60 | −8  | 50  | J2残留                   |
| 17 | FC岐阜                   | 42 | 13 | 10 | 19 | 54 | 61 | −7  | 49  | J2残留                   |
| 18 | ザスパクサツ群馬         | 42 | 14 | 7  | 21 | 45 | 54 | −9  | 49  | J2残留                   |
| 19 | 愛媛FC                   | 42 | 12 | 12 | 18 | 54 | 58 | −4  | 48  | J2残留                   |
| 20 | 東京ヴェルディ           | 42 | 9  | 15 | 18 | 31 | 48 | −17 | 42  | J2残留                   |
| 21 | カマタマーレ讃岐         | 42 | 7  | 12 | 23 | 34 | 71 | −37 | 33  | J2・J3入れ替え戦に出場   |
| 22 | カターレ富山 (R)         | 42 | 5  | 8  | 29 | 28 | 74 | −46 | 23  | J3リーグ 2015へ降格      |

最終更新は2014年11月23日 第42節の試合終了時
出典: J. League Data Site
順位の決定基準: 1. 勝点; 2. 得失点差; 3. 得点数.
1 J1ライセンスを保有するクラブのみ、J1自動昇格（上位2チーム）、プレーオフ参加（3-6位）可。J2ライセンスしか保有していない北九州が最終順位で5位になったためプレーオフの方式が変更され、残る3チームのうち最上位となった千葉がシードとなり、第1戦は4位の磐田と6位の山形で争われた。

## J3
| 順位 | チーム                  | 試合数 | 勝 | 分 | 負 | 得点 | 失点 | 得失差 | 勝点 | 出場権・降格                |
| ---- | ----------------------- | ------ | -- | -- | -- | ---- | ---- | ------ | ---- | --------------------------- |
| 1    | ツエーゲン金沢 (C) (P)  | 33     | 23 | 6  | 4  | 56   | 20   | +36    | 75   | J2リーグ20151、2へ昇格      |
| 2    | AC長野パルセイロ        | 33     | 20 | 9  | 4  | 58   | 23   | +35    | 69   | J2・J3入れ替え戦に出場 1、2 |
| 3    | FC町田ゼルビア          | 33     | 20 | 8  | 5  | 59   | 22   | +37    | 68   | J3残留                      |
| 4    | ガイナーレ鳥取          | 33     | 14 | 11 | 8  | 34   | 25   | +9     | 53   | J3残留                      |
| 5    | グルージャ盛岡          | 33     | 12 | 9  | 12 | 43   | 39   | +4     | 45   | J3残留                      |
| 6    | SC相模原                | 33     | 12 | 7  | 14 | 44   | 48   | −4     | 43   | J3残留                      |
| 7    | 福島ユナイテッドFC      | 33     | 9  | 9  | 15 | 31   | 38   | −7     | 36   | J3残留                      |
| 8    | ブラウブリッツ秋田      | 33     | 10 | 4  | 19 | 38   | 57   | −19    | 34   | J3残留                      |
| 9    | FC琉球                  | 33     | 8  | 10 | 15 | 31   | 50   | −19    | 34   | J3残留                      |
| 10   | Jリーグ・アンダー22選抜 | 33     | 9  | 6  | 18 | 37   | 63   | −26    | 33   | J3残留                      |
| 11   | 藤枝MYFC                | 33     | 7  | 9  | 17 | 36   | 52   | −16    | 30   | J3残留                      |
| 12   | Y.S.C.C.横浜            | 33     | 4  | 12 | 17 | 29   | 58   | −29    | 24   | J3残留                      |

最終更新は2014年11月23日の試合終了時
出典: J. League
順位の決定基準: 1.勝点 2.得失点差 3.総ゴール数 4.直接対決の結果 5.警告数 6.抽選.
1 J2ライセンスを保有するクラブのみ、J2自動昇格（1位のみ）、ないしはJ2・J3入れ替え戦参加（2位のみ）可。
2上位2位までに、U-22選抜が入賞した場合は、U-22選抜を除いた11チームの成績を基として、自動昇格・入れ替え戦出場チームを決定する

## 昇格・降格
J1からJ2への降格
第29節（10月22日）に徳島ヴォルティスの18位（最下位）、第33節（11月28日）にセレッソ大阪の16位以下、最終節（12月6日）に大宮アルディージャの16位 が確定。
J2からJ1への昇格
第33節（9月23日）に湘南ベルマーレ が、第39節（11月1日）に松本山雅 がそれぞれJ1自動昇格条件となる2位以内を確定。11月19日のJリーグ理事会で2チーム及びJ1昇格プレーオフ勝者のJ1昇格を承認。
J2からJ3への降格
第39節にカターレ富山の22位（最下位=J3自動降格） が確定。
J3からJ2への昇格
第32節（11月16日）にツエーゲン金沢のJ2自動昇格条件となるJ3優勝が確定。11月19日のJリーグ理事会で金沢及びJ3リーグ2位のチームがJ2・J3入れ替え戦の勝者となった場合のJ2昇格を承認。
JFLからJ3への参入
後期第13節（11月9日）にレノファ山口FCのJ3参入のための成績条件（通期4位およびJリーグ百年構想クラブ内での最上位）が確定。11月19日のJリーグ理事会で山口のJリーグ入会（J3参入）を承認。

### J1昇格プレーオフ
5位に2015年のJ1ライセンスを持たないギラヴァンツ北九州が入ったため、レギュレーションにより3チームによる争いとなった。

|  | 準決勝                     | 準決勝 |                      |   | 決勝 | 決勝 |
|  |                            |        |                      |   |      |      |
|  |                            |        |                      |   |      |      |
|  |                            |        |                      |   |      |      |
|  |                            |        |                      |   |      |      |
|  | 12月7日・味スタ            |        |                      |   |      |      |
|  |                            |        |                      |   |      |      |
|  | 3位 ジェフユナイテッド千葉 | 0      |                      |   |      |      |
|  | 3位 ジェフユナイテッド千葉 | 0      | 11月30日・ヤマハ     |   |      |      |
|  |                            |        | 6位 モンテディオ山形 | 1 |      |      |
|  | 4位 ジュビロ磐田           | 1      | 6位 モンテディオ山形 | 1 |      |      |
|  | 4位 ジュビロ磐田           | 1      |                      |   |      |      |
|  | 6位 モンテディオ山形       | 2      |                      |   |      |      |
|  | 6位 モンテディオ山形       | 2      |                      |   |      |      |

#### 準決勝
| ジュビロ磐田 （4位） | 1 - 2    | モンテディオ山形 （6位）          |
| -------------------- | -------- | --------------------------------- |
| - 山崎亮平 45+3分    | 公式記録 | - ディエゴ 26分 - 山岸範宏 90+2分 |

90+2分、コーナーキックからGK山岸がヘディングを決め、山形が磐田を破り決勝へと進んだ。このゴールは2023年に開催された「J30ベストアウォーズ ベストゴール ヘディング部門」として選ばれた。

#### 決勝
決勝に駒を進めたのは、レギュレーションにより準決勝免除となったジェフユナイテッド千葉と、後半アディショナルタイムのGK山岸範宏のヘディングシュートでジュビロ磐田を下したモンテディオ山形。両チームの対戦はこの年4試合目で、リーグ戦は千葉の1勝1分けだったものの、直前に行われた第94回天皇杯準決勝では山形が制しており、互角の戦績であった。決勝会場となった味の素スタジアムにはJ1昇格プレーオフ過去最多の3万5千人を超える観客が詰めかけた。
試合は前半37分、山形MF宮阪政樹のコーナーキックから、一旦は千葉に跳ね返されるもそのこぼれ球を宮阪が再びクロスボールを上げ、ゴール中央での競り合いを制したFW山崎雅人が頭であわせて山形が先制する。
後半32分、千葉はFWケンペスを投入し、パワープレイに転じる。後半44分にはMF谷澤達也が抜け出してシュート、アディショナルタイムには右サイドからFW森本貴幸が飛び出したGK山岸を交わし中央のケンペスにラストパスを送るも、いずれも山岸のビッグセーブに阻まれゴールを割ることが出来ず、そのまま試合終了。山形が4年ぶりのJ1昇格を決めた。一方、千葉は3年連続でJ1昇格プレーオフに進みながらまたも涙を呑んだ。
| ジェフユナイテッド千葉 （3位） | 0 - 1    | モンテディオ山形 |
| ------------------------------ | -------- | ---------------- |
|                                | 公式記録 | 山崎雅人 37分    |

### J2・J3入れ替え戦
2014 J2・J3入れ替え戦（2014 J2/J3 Play-Offs）

| 2014年11月30日 | AC長野パルセイロ （J3 2位） | 0 - 0    | カマタマーレ讃岐 （J2 21位） | 長野運動公園総合運動場陸上競技場 |  |
| 12:33          |                             | 公式記録 |                              | 観客数: 8,944人 主審: 廣瀬格     |  |

| 2014年12月7日 | カマタマーレ讃岐 | 1 - 0    | AC長野パルセイロ | 香川県立丸亀競技場             |  |
| 12:33         | 木島良輔 71分    | 公式記録 |                  | 観客数: 6,170人 主審: 扇谷健司 |  |

2戦合計スコアが1-0となり、2試合で1勝1分となったカマタマーレ讃岐がJ2残留。敗れたAC長野パルセイロはJ3残留が決定した。

## 表彰
Jリーグアウォーズは2014年12月9日に横浜アリーナで開催された。
| 賞                       | 受賞者 |
| ------------------------ | --- |
| 最優秀選手賞             | 遠藤保仁（ガンバ大阪） |
| 得点王                   | 大久保嘉人（川崎フロンターレ） |
| ベストヤングプレーヤー賞 | カイオ（鹿島アントラーズ） |
| 最優秀監督賞             | 長谷川健太（ガンバ大阪） |
| 優秀主審賞               | 西村雄一 |
| 優秀副審賞               | 相樂亨 |
| フェアプレー賞 高円宮杯  | サンフレッチェ広島 |
| フェアプレー賞 (J1)      | ベガルタ仙台 浦和レッズ 横浜F・マリノス アルビレックス新潟 徳島ヴォルティス                                                                               |
| フェアプレー賞 (J2)      | 松本山雅FC ギラヴァンツ北九州 京都サンガF.C. ファジアーノ岡山 モンテディオ山形 湘南ベルマーレ ザスパクサツ群馬 ジュビロ磐田                               |
| フェアプレー賞 (J3)      | 福島ユナイテッドFC AC長野パルセイロ 藤枝MYFC |
| フェアプレー個人賞       | 西川周作（浦和レッズ） 工藤壮人（柏レイソル） 平岡康裕（清水エスパルス） 森岡亮太（ヴィッセル神戸） 水本裕貴（サンフレッチェ広島） 豊田陽平（サガン鳥栖） |
| 功労選手賞               | 伊藤宏樹 岡野雅行 ジュニーニョ 服部年宏 波戸康広 山田暢久 吉田孝行 ルーカス                                                                               |
| Jリーグベストピッチ賞    | NACK5スタジアム大宮 IAIスタジアム日本平 豊田スタジアム 北九州市立本城陸上競技場                                                                           |
| 最優秀育成クラブ賞       | 東京ヴェルディ |
| J2 Most Exciting Player  | 田中隼磨（松本山雅FC） |
| J1最優秀ゴール賞         | 西大伍（鹿島アントラーズ）第18節・vs広島戦 70分（カシマ）                                                                                                 |
| J2最優秀ゴール賞         | 都倉賢（コンサドーレ札幌）第38節・vs湘南戦 9分（札幌ド）                                                                                                  |

- ベストヤングプレーヤー賞に外国籍選手が選ばれるのは初めて。

### ベストイレブン
| ポジション | 選手名       | 受賞回数 | 所属クラブ         |
| ---------- | ------------ | -------- | ------------------ |
| GK         | 西川周作     | 3        | 浦和レッズ         |
| DF         | 太田宏介     | 初       | FC東京             |
| DF         | 森重真人     | 2        | FC東京             |
| DF         | 塩谷司       | 初       | サンフレッチェ広島 |
| MF         | 柴崎岳       | 初       | 鹿島アントラーズ   |
| MF         | 武藤嘉紀     | 初       | FC東京             |
| MF         | レオ・シルバ | 初       | アルビレックス新潟 |
| MF         | 遠藤保仁     | 11       | ガンバ大阪         |
| FW         | 大久保嘉人   | 2        | 川崎フロンターレ   |
| FW         | 宇佐美貴史   | 初       | ガンバ大阪         |
| FW         | パトリック   | 初       | ガンバ大阪         |

### 月間MVP
| 月       | J1           | J1           |  | J2       | J2     |
| 月       | 選手         | 所属         |  | 選手     | 所属   |
| -------- | ------------ | ------------ |  | -------- | ------ |
| 3月      | 塩谷司       | 広島         |  | 永木亮太 | 湘南   |
| 4月      | レオ・シルバ | 新潟         |  | 遠藤航   | 湘南   |
| 5月      | 赤嶺真吾     | 仙台         |  | 船山貴之 | 松本   |
| 6月      | 試合開催なし | 試合開催なし |  | 金森健志 | 福岡   |
| 7月      | 西川周作     | 浦和         |  | 上田康太 | 岡山   |
| 8月      | 柴崎岳       | 鹿島         |  | 松下年宏 | 横浜FC |
| 9月      | 宇佐美貴史   | G大阪        |  | 大黒将志 | 京都   |
| 10月     | 石原直樹     | 広島         |  | 森本貴幸 | 千葉   |
| 11・12月 | 東口順昭     | G大阪        |  | 山岸範宏 | 山形   |

### 月間ベストゴール
| 月   | J1           | J1           | J1           | J1                   | J1           |  | J2             | J2           | J2           | J2                   | J2           |
| 月   | 選手         | 所属         | 節           | 対戦相手（試合会場） | 得点時間     |  | 選手           | 所属         | 節           | 対戦相手（試合会場） | 得点時間     |
| ---- | ------------ | ------------ | ------------ | -------------------- | ------------ |  | -------------- | ------------ | ------------ | -------------------- | ------------ |
| 3月  | 佐藤寿人     | 広島         | 2節          | 川崎（Eスタ）        | 57分         |  | 片山奨典       | 熊本         | 1節          | 福岡（うまスタ）     | 33分         |
| 4月  | 李忠成       | 浦和         | 6節          | 仙台（埼玉）         | 66分         |  | 岩上祐三       | 松本         | 7節          | 栃木（栃木グ）       | 1分          |
| 5月  | 小林悠       | 川崎         | 13節         | 鹿島（等々力）       | 3分          |  | 片山瑛一       | 岡山         | 16節         | 磐田（ヤマハ）       | 11分         |
| 6月  | 試合開催なし | 試合開催なし | 試合開催なし | 試合開催なし         | 試合開催なし |  | フェルジナンド | 磐田         | 19節         | 湘南（ヤマハ）       | 53分         |
| 7月  | 倉田秋       | G大阪        | 15節         | 甲府（万博）         | 26分         |  | 堀米勇輝       | 愛媛         | 21節         | 北九州（本城）       | 4分          |
| 8月  | 西大伍       | 鹿島         | 18節         | 広島（カシマ）       | 70分         |  | ウェリントン   | 湘南         | 28節         | 磐田（BMWス）        | 60分         |
| 9月  | 柏木陽介     | 浦和         | 24節         | 柏（埼玉）           | 28分         |  | 石原崇兆       | 岡山         | 31節         | 松本（松本）         | 20分         |
| 10月 | レナト       | 川崎         | 30節         | 甲府（中銀スタ）     | 16分         |  | 都倉賢         | 札幌         | 38節         | 湘南（札幌ド）       | 9分          |
| 11月 | 宇佐美貴史   | G大阪        | 33節         | 神戸（万博）         | 37分         |  | 上里一将       | 札幌         | 42節         | 磐田（札幌ド）       | 8分          |
| 12月 | 高橋義希     | 鳥栖         | 34節         | 鹿島（カシマ）       | 6分          |  | 試合開催なし   | 試合開催なし | 試合開催なし | 試合開催なし         | 試合開催なし |

## Jリーグ百年構想クラブ
前年度までの「Jリーグ準加盟クラブ」が「Jリーグ百年構想クラブ」に改称された
特記なしはいずれも日本フットボールリーグ（JFL）所属
前年度からの継続
- ヴァンラーレ八戸
- tonan前橋（関東サッカーリーグ1部）
- アスルクラロ沼津
- 奈良クラブ（関西サッカーリーグ1部）
- レノファ山口FC

2014年5月承認
- 栃木ウーヴァFC

## 2015年度クラブライセンス審査結果
2014年9月29日、Jリーグは2015シーズンのクラブライセンスについて、クラブライセンス交付第一審機関 (FIB) による審査結果を公表した。J2ライセンス以上についてはJ1・J2の40クラブ、J3の4クラブ（町田・長野・金沢・鳥取）の44クラブから申請があり、44クラブすべてにライセンスが交付され、申請を却下された（ライセンスが交付されなかった）クラブはなかったものの、鳥取に対しては、交付発表時点で手続き中であった増資手続きを指定期日（2014年10月30日）までに完了することを中心とした「停止条件付きライセンス交付」との形となり、10月29日に全ての停止条件を充足したことで正式にJ2ライセンスが付与された。
また、10月20日に審査結果が発表されたJ3ライセンスについては、J3の7クラブとJFLの3クラブから申請があり、J3の7クラブには引き続きライセンスを交付し、スタジアム要件を満たさなかったヴァンラーレ八戸 を除くJFLの2クラブは、成績要件を満たせばJ3ライセンスが発給される「J3ライセンス基準に合格」との扱いとなった。
クラブ名の後ろに「」が付いたクラブは当該ライセンスを初めて交付されたクラブ。
- J1ライセンス（37クラブ） - 札幌、仙台、山形、鹿島、栃木、群馬、浦和、大宮、千葉、柏、FC東京、東京V、川崎、横浜FM、横浜FC、湘南、甲府、松本、新潟、富山、清水、磐田、名古屋、京都、G大阪、C大阪、神戸、岡山、広島、讃岐、徳島、愛媛、福岡、鳥栖、長崎、熊本、大分
- J2ライセンス（7クラブ） - 水戸、町田、長野、金沢、岐阜、鳥取、北九州
- J3ライセンス（9クラブ） - 盛岡、秋田、福島、YS横浜、相模原、藤枝、琉球、沼津（ライセンス基準に合格）、山口（ライセンス基準に合格）

なおJ2ライセンス以上を交付された44クラブのうち、34クラブはB等級基準であるホームスタジアムのトイレの数、屋根のカバー率のいずれか、または双方とも基準未充足となっているが、このうち10クラブは制裁を免除され、残り24クラブについては具体的な施設改善計画（今後の活動計画）を2014年12月31日までに提出することを旨とした制裁が科される。
東京V、鳥取、福岡、長崎の4クラブについては、クラブ運営上の是正通達を受けたほか、栃木・群馬・町田・松本・金沢・岐阜・讃岐・愛媛・長崎の9クラブに対しては、練習所の確保が2015年6月のライセンス申請時までに確保できない場合、2016年度はJ2ライセンスのみ取得判定とみなされるとの付帯条項が記された。
その他の百年構想クラブのうち、2014年度に認定を受けた栃木ウーヴァFC、地域リーグ所属のTonan前橋・奈良クラブはライセンス申請を行っていない。